# يير أوف ذا دوج
فيلم كوميديا دراما إنتاج عام 2007.

## القصة
في فيلم «يير أوف ذا دوج» تعمل بيجي كسكرتيرة في إحدى الشركات، لكنها تتمتع بحياة سعيدة بسبب روحها المنطلقة وعدم مبالاتها بالهموم، لكن كل ذلك يتغير حين يموت كلبها الوفي بينسل، حيث تجد نفسها أمام تحدٍ صعب في اكتشاف ذاتها من جديد.

## وصلات خارجية
- يير أوف ذا دوج على موقع IMDb (الإنجليزية)
- يير أوف ذا دوج على موقع ميتاكريتيك (الإنجليزية)
- يير أوف ذا دوج على موقع روتن توميتوز (الإنجليزية)
- يير أوف ذا دوج على موقع نتفليكس (الإنجليزية)
- يير أوف ذا دوج على موقع قاعدة بيانات الأفلام العربية
- يير أوف ذا دوج على موقع ألو سيني (الفرنسية)
- يير أوف ذا دوج على موقع أول موفي (الإنجليزية)
- يير أوف ذا دوج على موقع بوكس أوفيس موجو (الإنجليزية)
- يير أوف ذا دوج على موقع قاعدة بيانات الفيلم (الإنجليزية)
- يير أوف ذا دوج على موقع ليتربوكسد (الإنجليزية)

1. ↑  "معلومات عن يير أوف ذا دوج على موقع ssl.ofdb.de". ssl.ofdb.de. مؤرشف من الأصل في 2020-10-25.
2. ↑  "معلومات عن يير أوف ذا دوج على موقع elfilm.com". elfilm.com. مؤرشف من الأصل في 2017-05-30.
3. ↑  "معلومات عن يير أوف ذا دوج على موقع csfd.cz". csfd.cz. مؤرشف من الأصل في 2020-10-25.